# Токко-Каудіо
Токко-Каудіо (італ. Tocco Caudio) — муніципалітет в Італії, у регіоні Кампанія, провінція Беневенто.
Токко-Каудіо розташоване на відстані близько 200 км на південний схід від Рима, 50 км на північний схід від Неаполя, 13 км на захід від Беневенто.
Населення — 1533 особи (2014).
Щорічний фестиваль відбувається 27 вересня. Покровитель — SS. Cosma e Damiano.

## Покинуте місто

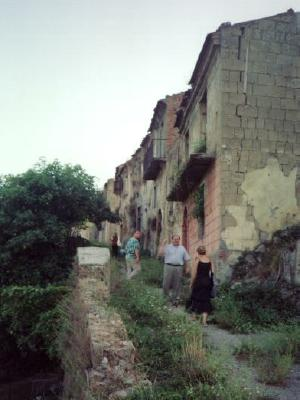
Покинуте місто

У 1980 і 1981 роках, землетрус зруйнував значну частину старого історичного міста Токко-Каудіо. Нове місто було відбудоване за кілька кілометрів від покинутих руїн. Станом на сьогодні існує два міста з такою назвою, порожнє старе місто та нове, куди пересилилися мешканці після землетрусу.

## Демографія
Населення за роками:

Станом на 1 січня 2023 року в муніципалітеті офіційно проживало 46 іноземців з 16 країн, серед них 8 громадян країн Євросоюзу та 1 громадянин України.

## Сусідні муніципалітети
- Бонеа
- Буччано
- Камполі-дель-Монте-Табурно
- Каутано
- Фрассо-Телезіно
- Мояно
- Монтезаркьо
- Сант'Агата-де'-Готі